# Park Narodowy „Zalissia”
Park Narodowy „Zalissia” (ukr. Націона́льний приро́дний парк «Залі́сся») – rezerwat przyrody położony na Ukrainie, w obwodzie czernihowskim i obwodzie kijowskim, obejmujący duży las na lewym brzegu rzeki Desna, znajdujący się około 20 km na północny wschód od Kijowa. 

## Historia
Park Narodowy „Zalissia” został założony 11 grudnia 2009, zgodnie z dekretem ówczesnego Prezydenta Ukrainy Wiktora Juszczenki. Zgodnie z ustaloną procedurą uzgodniono włączenie na obszar parku 14 836 hektarów gruntów państwowych, które zostały odebrane Organizacji Państwowej Rezydencji „Zalissya” i przekazane Parkowi Narodowemu „Zalissia” do stałego użytkowania.

## Fauna i flora
Na terenie parku dominują sosny, które stanowią 84,7% powierzchni leśnej. Dęby pokrywają 6,7% parku, olchy 4,8%, a inne gatunki 3,8%. Oszacowano, że średni wiek plantacji wynosi 70 lat.